# Mel (álbum)
Mel é o nono álbum de estúdio da cantora brasileira Maria Bethânia, lançado em 1979 pela Philips Records. 
Gravado em novembro de 1979 nos estúdios da Polygram, foi lançado no mês seguinte. Como os outros discos dessa fase na carreira da cantora, Mel foi produzido por Perinho Albuquerque. O estilo do álbum segue o do seu antecessor, com canções apaixonadas, porém em Mel a sonoridade fica mais leve. 
Entre os compositores, além de Caetano Veloso, Chico Buarque, Wally Salomão, Gonzaguinha e Lupicínio Rodrigues, Bethânia gravou pela primeira vez canções da dupla Ana Terra e Joyce, da estreante Ângela Rô Rô e do seu músico Túlio Mourão. 
Da mesma forma que outros discos da carreira da cantora, foi um grande sucesso, rendendo-lhe mais de oitocentas mil de cópias. Os maiores sucessos de Mel foram a faixa título, "Cheiro de Amor" e "Grito de Alerta". A divulgação ocorreu a partir de um espetáculo de mesmo nome.

## Álbum

### Antecedentes e temática
Em 1979, Maria Bethânia estava colhendo os frutos que Álibi trazia pelo grande sucesso de vendas. A cantora agora era uma das mais populares e a artista feminina que mais vendia no Brasil. Nessa fase da carreira, contava com Perinho Albuquerque como produtor e regente. O disco de 1979 seguia o caminho de Álibi, com repertório que consiste em uma mistura de canções românticas, sensuais, dramáticas e passionais. Porém, Mel contém um clima geral menos tenso. O amor é cantado com mais liberdade e satisfação. Desde a arte do LP, passando pelas letras e sonoridades, o disco é uma versão mais leve e iluminada de Álibi.
O tema da sexualidade é buscada em várias canções e de diversas formas. "Da Cor Brasileira" mostra na letra uma mulher descrevendo seu amado sem pudores e de forma inovadora na música. "Ela e Eu", apesar de ser uma canção sobre um amor heterossexual, abria interpretações paralelas por ser cantada pela intérprete; posteriormente a canção foi regravada por outras cantoras lésbicas como Marina Lima e Simone. A canção "Mel", com sonoridade caribenha, tornou-se um hino lésbico, em que o eu-lírico se entrega apaixonado a uma personagem feminina e forte. "Grito de Alerta", apesar de não sugerir na sua letra, foi escrita a partir de uma história homossexual.
Outros temas também ocorrem. Enquanto a maioria das faixas fala sobre amor e desejo de uma forma livre e feliz, em "Ela e Eu" aparece a tristeza da separação. 
Como o compositor da canção chamava. O tema mais singular é o de "Queda d'Água", em que os assuntos do amor são deixados de lado para um encontro com o misticismo junto a natureza.

### Montagem do repertório
A maioria das novas canções foram surgindo de compositores que Bethânia já costumava gravar. Duas de Gonzaguinha e uma de Waly Salomão, ambos grandes amigos da cantora, além das tradicionais composições de Caetano Veloso, irmão de Bethânia. De Chico Buarque, outro amigo, Bethânia gravou "Amando sobre os Jornais", mais uma canção de uma peça musical (anteriormente gravara "Teresinha" e "O Meu Amor").
Novos nomes da composição de música popular também estavam presentes. Ângela Rô Rô, grande fã de Bethânia, enviara a ela algumas de suas composições. Bethânia aprovou e logo cantava "Gota de Sangue" e "Renúncia" na sua turnê de 1979. Somente a primeira foi gravada por ela. Da dupla Joyce e Ana Terra, Bethânia também gravava pela primeira vez, no caso foi a canção "Da Cor Brasileira".
Comum na maioria das obras de todas as fases de sua carreira, Bethânia buscou algumas canções antigas para ganharem nova roupagem e para serem conhecidas pelos mais jovens. A primeira é "Lábios de Mel", sucesso em 1955 na voz de Ângela Maria e uma das canções-assinatura dela. A outra canção, chamada "Loucura" e escrita pelo gaúcho "Lupicínio Rodrigues", nem era tão antiga assim, tendo sido gravada sete anos antes por Jamelão e também pelo próprio autor no seu último disco. Por causa do excesso de canções, Bethânia não pode inserir a faixa "Mentira de Amor", do repertório de Dalva de Oliveira, tendo que lança-la no próximo disco.
Algumas canções a princípio nem estavam cogitadas para o repertório. "Cheiro de Amor" era apenas um jingle comercial quando chegou a primeira vez aos ouvidos de Bethânia. Ela gostou e incentivou compositores a terminarem a canção. "Ela e Eu", escrita por Caetano, foi primeiramente oferecida a Roberto Carlos, que já havia gravado outras canções do autor, mas que não aceitou essa última. A história se repetiria com "Pele", que Bethânia lançou no disco Talismã. A outra canção que ocorreu descompromissadamente foi "Nenhum Verão", que Bethânia admirava, mas tinha receio de gravar.

## Divulgação

### Televisão
Na época, duas canções fizeram parte da trilha sonora de telenovelas da Rede Globo: a primeira foi "Grito de Alerta" que era reproduzida em Água Viva. Bethania chegou até a participar de um capítulo da trama, interpretando a canção em um espetáculo. Na novela seguinte, chamada Coração Alado, a canção reproduzida foi "Ela e Eu".
Maria Bethânia também gravou um videoclipe de "Da Cor Brasileira" para ser exibido no programa Fantástico, também da mesma emissora e que costumava na época exibir videoclipes de artistas da MPB. No final do ano de 1980, Bethânia foi a única artista convidada a participar no popular especial de fim ano Roberto Carlos; a canção interpretada foi "Grito de Alerta", além de "Desabafo", canção que Roberto e Erasmo fizeram para Bethânia, mas que acabou ficando de fora de Talismã (1980).
Em 2006, quase trinta anos depois do lançamento, a faixa "Cheiro de Amor" foi incluída na novela Pé na Jaca.

### Show "Mel"
No ano de 1980 Maria Bethânia iniciou as apresentações do Show Mel no Canecão, batendo récordes de público. O show, com a regência de Perinho Albuquerque e direção de Waly Salomão, apresentava todas as canções de Mel, com exceção de "Queda d'Água". Havia também seis canções de Álibi, seu antecessor, que ainda eram sucesso. Entre os textos apresentados, estão alguns da própria cantora, de Waly e do modernista Murilo Mendes. Outros destaques são "Café da Manhã" da dupla Roberto e Erasmo Carlos, "Anjo Exterminado" de Jards Macalé e Waly Salomão e "Muito Romântico" de Caetano Veloso.
Sobre o show, Bethânia conta que "era um espetáculo festivo, era uma comemoração, era uma orquestra inteira no palco (...) não tinha nada de teatralidade, era para ser recital mesmo". Na época, foi noticiado nos jornais uma suposta briga entre Bethânia e Elifas Andreato (o criador da capa e o criador da cenografia do show). Como Elifas adorava ver a cantora se movimentando no palco, colocou muitas flores neste para que ela fosse cantando de flor em flor. Porém, Bethânia sentia dificuldade em contracenar com aquela decoração, pelo fato das passagens serem estreitas e as flores tirarem completamente sua atenção. A cantora, então, tirou todas elas, deixando apenas um fundo florido. A mídia chegou a dizer que Bethânia quebrara tudo com um martelo, fato desmentido por ela em entrevista.
| “ | Eu sei o que posso. Com certeza. O cio da terra manifesta o seu poder, penetra pelos meus poros, corre nas minhas veias, vibra na luz dos meu olhos, percorre meu corpo inteiro, toma a minha garganta emprestada e se faz ouvir através de mim e de meus colegas cantores, cantoras, músicos, poetas. Todos nós que tecemos em conjunto uma inspirada colméia de sinais. E eu quero mais, sim! Eu quero é mel! | ” |

Houve uma apresentação especial do show para a inauguração do Cine Teatro Maria Bethania, tendo Alcione, Gal Costa, Gilberto Gil e Erasmo Carlos como convidados. O espaço foi desativado nos anos 1990.
1. "Inhansã" (instrumental) / "É de Manhã" (trecho)
2. "Loucura"
3. Texto de Maria Bethânia e Wally Salomão (Quando cheguei aqui, o Rio de Janeiro era, para mim, Copacabana com seu colar de pérolas...) / "Sábado em Copacabana" / "Estácio, Holly Estácio"
4. "Anjo Exterminado"
5. Citação de Chico Buarque (Amar é iluminar a dor!) / "De Todas as Maneiras"
6. Texto de San Juan de La Cruz com tradução de Antônio Cícero, Wally Salomão e Alex (Cinco são as condições do pássaro solitário...) /  "A Voz de uma Pessoa Vitoriosa"
7. "Ela e Eu"
8. "Da Cor Brasileira"
9. Texto de Maria Bethânia (Minha mãe sempre me diz, quando chega o verão...) / "Mania de Você" (trecho) / "Cheiro de Amor"
10. "O Meu Amor"
11. "Negue"
12. "Gota de Sangue"
13. "Nenhum Verão"
14. "Olhos nos Olhos"
15. "Sussuarana"
16. "Lábios de Mel"
17. Texto de Murilo Mendes (Estarei daqui a cem anos, no outro lado do mundo, levantando populações...) / "Amando sobre os Jornais"
18. "Diamante Verdadeiro"
19. "Mel" / apresentação da banda
20. "Grito de Alerta"
21. Texto de Murilo Mendes (Eu me insinuarei nos quatro cantos do mundo...) / "Explode Coração"
22. Texto de Maria Bethânia e Wally Salomão (Ah, noite de verão que passa tão depressa...) / "Café da Manhã"
23. "Infinito Desejo"
24. Texto de Bertold Bretch e tradução de Augusto Boal (Minha voz não pode muito mas gritar eu bem gritei...) /  Texto de Wally Salomão (Eu sei o que posso. Com certeza...) / "Muito Romântico"

1. "Inhansã" (instrumental) / "É de Manhã" (trecho)
2. "Carinhoso" / "Se Todos Fossem Iguais a Você"
3. "Cavalgada" (com Erasmo Carlos)
4. Fala de Alcione / "Tudo de Novo" (Com Gilberto Gil)
5. "Oração a Mãe Menininha" (Com Gal Costa)
6. "Sonho Meu" (Com Gal e Erasmo)
7. "Loucura"
8. Texto de Maria Bethânia e Wally Salomão (Quando cheguei aqui, o Rio de Janeiro era, para mim, Copacabana com seu colar de pérolas...) / "Sábado em Copacabana"
9. Texto de San Juan de La Cruz com tradução de Antônio Cícero, Wally Salomão e Alex (Cinco são as condições do pássaro solitário...) /  "A Voz de uma Pessoa Vitoriosa"
10. "Ela e Eu"
11. Texto de Maria Bethânia (Minha mãe sempre me diz, quando chega o verão...) / "Mania de Você" (trecho) / "Cheiro de Amor"
12. "Negue"
13. "Olhos nos Olhos"
14. "Lábios de Mel"
15. "Mel" / apresentação dos músicos
16. "Grito de Alerta"
17. Texto de Murilo Mendes (Eu me insinuarei nos quatro cantos do mundo...) / "Explode Coração"
18. "Café da Manhã"
19. "Infinito Desejo"
20. Texto de Bertold Bretch e tradução de Augusto Boal (Minha voz não pode muito mas gritar eu bem gritei...) /  Texto de Wally Salomão (Eu sei o que posso. Com certeza...) / "Muito Romântico"

## Lista de Faixas
| N.º | Título                    | Compositor(es)                                             | Duração |  |
| 1.  | "Mel"                     | Caetano Veloso / Waly Salomão                              | 3:50    |  |
| 2.  | "Ela e Eu"                | Caetano Veloso                                             | 2:23    |  |
| 3.  | "Cheiro de Amor"          | Paulo Sérgio Valle / Jota Morais / Ribeiro / Duda Mendonça | 2:22    |  |
| 4.  | "Da Cor Brasileira"       | Ana Terra / Joyce                                          | 2:57    |  |
| 5.  | "Loucura"                 | Lupicínio Rodrigues                                        | 2:43    |  |
| 6.  | "Gota de Sangue"          | Ângela Rô Rô                                               | 2:31    |  |
| 7.  | "Grito de Alerta"         | Gonzaguinha                                                | 3:02    |  |
| 8.  | "Lábios de Mel"           | Waldir Rocha                                               | 2:48    |  |
| 9.  | "Amando sobre os Jornais" | Chico Buarque                                              | 2:21    |  |
| 10. | "Nenhum Verão"            | Túlio Mourão                                               | 2:44    |  |
| 11. | "Infinito Desejo"         | Gonzaguinha                                                | 2:47    |  |
| 12. | "Queda d’Água"            | Caetano Veloso                                             | 1:07    |  |

## Créditos
- As seguintes informações foram obtidas a partir do encarte do LP Mel.

| Músicos - Direção Musical, arranjos e regências: Perinho Albuquerque - Piano: Túlio Mourão, Perna Fróes, Ângela Rô Rô - Baixo: Luizão - Moacyr Albuquerque - Violão e Guitarra: Perinho Albuquerque - Bateria: Tuti Moreno - Percussão: Djalma Corrêa, Bira da Silva, Nel (surdo), Doutor (repenique), Geraldo (tamborim) - Vibrafone: Pinduca - Steel Guitar: Rick Ferreira - Sax Tenor: Bijú - Flautas: Jorginho, Meirelles, Copinha - Trumpetes: Formiga, Heraldo, Santos - Trombones: Manoel Araújo, João Luiz, Flamarion | - Violino: Giancario Pareschi, Alzik Geller, André Guetta, Carlos Hack, - Violas: Arlindo Penteado, Frederick Stephany, Hidenburgo Borges, José Lana - Cellos: Alceu Reis, Márcio Malard Produção - Direção Artística: Maria Bethânia - Produção: Perinho Albuquerque - Técnicos de Gravação: Ary Carvalhaes, Luiz Claudio, Chocolate - Mixagem: Ary Carvalhaes - Montagem: Antonio Barroso - Capa: Elifas Andreato - Foto: Mariza Alvares de Lima - Arte Final: Alexandre Huzak |